# Gaspar Pérez de Villagrá
Gaspar Pérez de Villagrá (1555–1620) foi um explorador espanhol.

## Biografia
Nasceu em Puebla de los Ángeles, Espanha. Frequentou a Universidade de Salamanca e depois se mudou para Nova Espanha. Foi o capitão da expedição de Juan de Oñate que primeiro colonizou o Novo México em 1598. Villagrá serviu como o cronista oficial da expedição. Compôs a épica história Historia de la Nueva Mexico (1610), considerado como o primeiro poema épico de origem européia escrito nos Estados Unidos, antecipando a John Smith e seu General History of Virginia, pelo menos em quatorze anos. Em seu épico, Villagrá descreve a conquista dos povos indígenas do Novo México por Oñate, incluindo a captura de Acoma Pueblo em 1599.
Villagrá descreve uma gloriosa marcha triunfante do Cristianismo, mas tal opinião não é partilhada pelas histórias da população local. A narrativa dos Hopis fala de uma péssima obra missionária dos franciscanos.

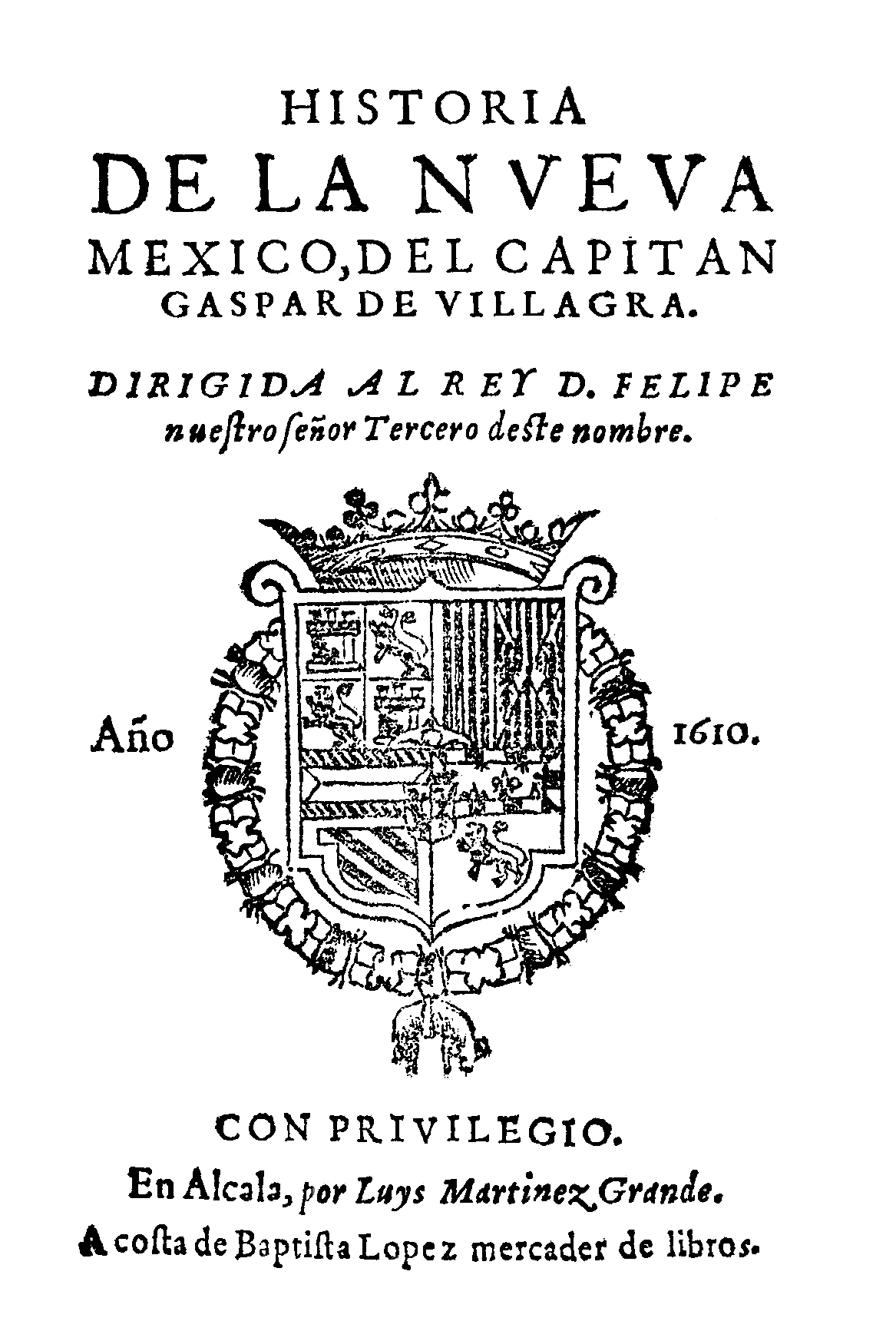
"Historia de la Nueva Mexico" (1610)